# 船引三春インターチェンジ
船引三春インターチェンジ（ふねひきみはるインターチェンジ）は、福島県田村市にある磐越自動車道のインターチェンジである。

## 道路

### 本線
- E49 磐越自動車道（3番）

### 接続する道路
- 国道288号

## 料金所
- ブース数：4

### 入口
- ブース数：2
  - ETC専用：1
  - 一般：1

### 出口
- ブース数：2
  - ETC専用：1
  - 一般：1

## 形状
トランペット型

## 周辺
- 三春滝桜 - 日本五大桜、三大巨桜のひとつ。
- 嘉相滝
- JR東日本・磐越東線
  - 船引駅
  - 要田駅
  - 三春駅
- 田村西部工業団地

## 隣
E49 磐越自動車道
(2) 小野IC - (2-1) 田村SIC - 阿武隈高原SA - (3) 船引三春IC - 三春PA - (3-1) 郡山東IC